# Amancy
Amancy és un municipi francès situat al departament de l'Alta Savoia i a la regió d'Alvèrnia-Roine-Alps. L'any 2007 tenia 1.889 habitants.

## Demografia

### Població
El 2007 la població de fet d'Amancy era de 1.889 persones. Hi havia 756 famílies de les quals 196 eren unipersonals (76 homes vivint sols i 120 dones vivint soles), 220 parelles sense fills, 288 parelles amb fills i 52 famílies monoparentals amb fills.
La població ha evolucionat segons el següent gràfic:
Habitants censats

### Habitatges
El 2007 hi havia 845 habitatges, 766 eren l'habitatge principal de la família, 25 eren segones residències i 54 estaven desocupats. 662 eren cases i 174 eren apartaments. Dels 766 habitatges principals, 599 estaven ocupats pels seus propietaris, 129 estaven llogats i ocupats pels llogaters i 38 estaven cedits a títol gratuït; 14 tenien una cambra, 51 en tenien dues, 99 en tenien tres, 179 en tenien quatre i 423 en tenien cinc o més. 672 habitatges disposaven pel capbaix d'una plaça de pàrquing. A 288 habitatges hi havia un automòbil i a 430 n'hi havia dos o més.

### Piràmide de població
La piràmide de població per edats i sexe el 2009 era:
| Homes | Edats   | Dones |
| ----- | ------- | ----- |
| 0     | 95 o +  | 0     |
| 4     | 90 a 94 | 4     |
| 0     | 85 a 89 | 12    |
| 0     | 80 a 84 | 4     |
| 24    | 75 a 79 | 32    |
| 32    | 70 a 74 | 32    |
| 24    | 65 a 69 | 36    |
| 44    | 60 a 64 | 52    |
| 48    | 55 a 59 | 68    |
| 80    | 50 a 54 | 40    |
| 56    | 45 a 49 | 72    |
| 76    | 40 a 44 | 100   |
| 60    | 35 a 39 | 60    |
| 80    | 30 a 34 | 56    |
| 76    | 25 a 29 | 68    |
| 56    | 20 a 24 | 56    |
| 60    | 15 a 19 | 68    |
| 52    | 10 a 14 | 44    |
| 72    | 5 a 9   | 32    |
| 36    | 0 a 4   | 48    |

## Economia
El 2007 la població en edat de treballar era de 1.255 persones, 970 eren actives i 285 eren inactives. De les 970 persones actives 933 estaven ocupades (499 homes i 434 dones) i 37 estaven aturades (18 homes i 19 dones). De les 285 persones inactives 102 estaven jubilades, 104 estaven estudiant i 79 estaven classificades com a «altres inactius».

### Ingressos
El 2009 a Amancy hi havia 766 unitats fiscals que integraven 1.982,5 persones, la mediana anual d'ingressos fiscals per persona era de 23.853 €.

### Activitats econòmiques
Dels 133 establiments que hi havia el 2007, 2 eren d'empreses extractives, 6 d'empreses alimentàries, 11 d'empreses de fabricació d'altres productes industrials, 25 d'empreses de construcció, 43 d'empreses de comerç i reparació d'automòbils, 2 d'empreses de transport, 8 d'empreses d'hostatgeria i restauració, 4 d'empreses d'informació i comunicació, 3 d'empreses financeres, 5 d'empreses immobiliàries, 11 d'empreses de serveis, 5 d'entitats de l'administració pública i 8 d'empreses classificades com a «altres activitats de serveis».
Dels 33 establiments de servei als particulars que hi havia el 2009, 5 eren tallers de reparació d'automòbils i de material agrícola, 1 taller d'inspecció tècnica de vehicles, 2 paletes, 2 guixaires pintors, 8 fusteries, 4 lampisteries, 2 electricistes, 1 empresa de construcció, 2 perruqueries, 5 restaurants i 1 saló de bellesa.
Dels 10 establiments comercials que hi havia el 2009, 2 eren supermercats, 1 un supermercat, 3 fleques, 1 una llibreria, 1 una botiga de mobles, 1 una botiga de material de revestiment de parets i terra i 1 una joieria.
L'any 2000 a Amancy hi havia 20 explotacions agrícoles que ocupaven un total de 235 hectàrees.

## Equipaments sanitaris i escolars
L'únic equipament sanitari que hi havia el 2009 era una farmàcia.
El 2009 hi havia 1 escola maternal i 1 escola elemental.

## Poblacions més properes
El següent diagrama mostra les poblacions més properes.